# Улица Судрабу Эджус (Рига)
Улица Су́драбу Э́джус (латыш. Sudrabu Edžus iela) — улица в Северном районе Риги, в Межапарксе. Пролегает в восточном направлении, от перекрёстка с проспектом Кокнесес и улицей Хамбургас до улицы Эзермалас. Общая длина улицы — 608 метров.
На всём протяжении покрыта асфальтом. Движение по улице двустороннее. Общественный транспорт по улице не курсирует, но на улице Эзермалас есть автобусная остановка «Sudrabu Edžus iela».
По улице Судрабу Эджус проходит южная граница охранной зоны исторического района Межапаркс: нечётная (северная) сторона улицы входит в охранную зону, а южная — нет.

## История
Улица проложена в 1902 году согласно проекту застройки нового района, разработанному Г. Ф. Куфальдтом. С 1910 года известна под названием Люнебургская улица (латыш. Līneburgas iela, нем. Lüneburger Straße) — по названию немецкого города Люнебурга (многие улицы этого района названы в честь городов Ганзейского союза). Во время Первой мировой войны, 1915 по 1917 год, была временно переименована в Ильменскую улицу (латыш. Ilmeņa iela), затем первоначальное название было возвращено.
22 мая 1923 года получила название улица Фирекера (латыш. Fīrekera iela) — в честь педагога и переводчика XVII века Христофора Фюрекера, одного из основоположников латышской поэзии и языкознания.
В 1950 году была переименована в улицу Судраба Эджуса — в честь латышского советского писателя Судрабу Эджуса (1860—1941). В 1987 году название было уточнено и приобрело нынешний вид.

## Застройка и достопримечательности
Застройка улицы преимущественно частная, сохранившаяся с начала XX века. 3 здания на улице Судрабу Эджус признаны памятниками архитектуры.
- Дом 1 — частный жилой дом (архитектор Ф. Шеффель, 1902) — памятник архитектуры государственного значения.
- Дом 7 — частный жилой дом (архитекторы В. Нейман и А. Кратс, 1902—1903) — памятник архитектуры местного значения.
- Дом 16 — частный жилой дом (архитектор Б. Биленштейн, 1913) — памятник архитектуры местного значения.

## Прилегающие улицы
Улица Судрабу Эджус пересекается со следующими улицами:
- проспект Кокнесес
- улица Хамбургас
- улица Либекас
- улица Лигатнес
- улица Бернату
- улица Эзермалас